# Eriogonum exilifolium
Eriogonum exilifolium är en slideväxtart som beskrevs av James Lauritz Reveal. Eriogonum exilifolium ingår i släktet Eriogonum och familjen slideväxter. Inga underarter finns listade i Catalogue of Life.